# Neotrichia sepulga
Neotrichia sepulga är en nattsländeart som beskrevs av Harris 1991. Neotrichia sepulga ingår i släktet Neotrichia och familjen smånattsländor. Inga underarter finns listade i Catalogue of Life.